# Lijst van Tweede Kamerleden 1818-1821
De samenstelling van de Tweede Kamer der Staten-Generaal 1818-1821 biedt een overzicht van de Tweede Kamerleden in de periode tussen oktober 1818 en oktober 1821. De zittingsperiode ging in op 20 oktober 1818 en eindigde op 15 oktober 1821.
Er waren toen 110 Tweede Kamerleden, die verkozen werden door de Provinciale Staten van de 18 provincies van het toenmalige Verenigd Koninkrijk der Nederlanden. Tweede Kamerleden werden verkozen voor een periode van drie jaar. Elk jaar werd een derde van de Tweede Kamer vernieuwd.

## Samenstelling na de verkiezingen van 1818

### Regeringsgezinden (79 zetels)
- Godefridus Adrianus Emanuel van Aefferden[1]
- Onno Tamminga Alberda van Rensuma[2][3]
- Antoon Anne van Andringa de Kempenaer[4]
- Adolf Carel Bentinck[5][3]
- Cornelis Gerrit Bijleveld[6][7]
- Pieter Alexander van Boetzelaer[8][7]
- Josephus Johannes Bernardus Boeyé[9][10]
- Joan Carel Gideon van der Brugghen van Croy[11][3]
- François Joseph Du Bus[12][7]
- Leonard du Bus de Gisignies[13][3]
- Henrick Carbasius[8]
- George Clifford[8][7]
- Jan Clifford[8][3]
- Albert de Codt[13][7]
- François Joseph Colins van Ham[12][3]
- Carel Æmilius Els Collot d'Escury[4][3]
- Joseph van Crombrugghe[9][7]
- Petrus Josephus Cuypers[11][3]
- Cornelis Duvelaer van de Spiegel[8]
- Jan Frans Estrix[14]
- Gijsbert Fontein Verschuir[8]
- Campegius Hermannus Gockinga[2][3]
- Otto Paulus Groeninx van Zoelen[8][7]
- Willem Hendrik Alexander Carel van Heeckeren van Kell[15][7]
- Thimon Cornelis van Heerdt tot Eversberg[5]
- François van Hees[8]
- Sigismund Jacques van Heiden Reinestein[16][7]
- Benedictus Josephus Holvoet[13][3]
- Archibald Hope[8][3]
- Willem Jacob Huyssen van Kattendijke[6]
- Jacob Joseph Huyttens Kerremans[9][3]
- Pieter Govert van Iddekinge[2]
- Arnoldus Josephus Ingenhousz[11]
- Frederik Bernard s'Jacob[8][3]
- Joost Jarges[2][7]
- François Clement de Jonge[6][3]
- Joan Melchior Kemper[8][7]
- Petrus Andreas Van Kessel[14]
- Auguste de la Motte Baraffe[12][3]
- Cornelis Philip van Lidth de Jeude[15][3]
- Tinco Martinus Lycklama à Nijeholt[4][3]
- Jan Elias Nicolaas van Lynden van Hoevelaken[15][3]
- Arnold Hendrik van Markel Bouwer[15]
- Emmanuel Carel Van der Meersch[9][7]
- Petrus Andreas van Meeuwen[11][17]
- André Charles Membrède[1][3]
- Petrus Mesmaekers[14][7]
- Rutger Metelerkamp[8][3]
- Antoon Philips Joseph de Moor[14][7]
- Jean-Michel de Moreau de Bioul[18]
- Gérard d'Onyn de Chastre[19][7]
- Johan Antoon Christiaan van Panhuys[1][3]
- Willem Nicolaas de Pesters van Cattenbroek[20][3]
- Pierre Joseph De Paul de Maibe[18][3]
- Lambert de Pitteurs de Budingen[21][3]
- Willem Gerrit van de Poll[8]
- Otto van Randwijck[15][7]
- Johan Repelaer van Molenaarsgraaf[8]
- Lodewijk Antoon Reyphins[13]
- Theodoor Jan Roest van Alkemade[8][7]
- Schelte Hessel Roorda van Eysinga[4][7]
- Jean-Baptiste Rosier[12][7]
- Jean-Baptiste Serruys[13][7]
- Johan Frederik Willem van Spaen tot Biljoen[15]
- François-Jean de Spoelberch[19][3]
- François de Stockhem-Mean[21]
- Arnold Jan Bernard van Suchtelen[5][7]
- Paul Norbert Tack[9][7]
- Charles de Tornaco[22][3]
- Stanislas Charles de Troye[12][7]
- Jan Diederik van Tuyll van Serooskerken[11][7]
- Jacob Maurits Carel van Utenhove van Heemstede[20]
- Charles de Vaernewyck d'Angest[9][3]
- Arnoldus Gerbrandus Verheyen[11][7]
- Antonius Josephus Joannes Henricus Verheyen[11][7]
- Ignatius de Vinck de Wesel[14][3]
- Paul Engelbert Voet van Winssen[20][7]
- Jacob Nanninga Arend van Wassenaer van Sint Pancras[8][7]
- Jan Pieter van Wickevoort Crommelin[8][7]

### Zuid-Nederlandse oppositionelen (23 zetels)
- Pierre Joseph Collard[22][7]
- François Cornet de Grez[19][3]
- Louis Philippe Marie Joseph de Goër de Herve[21][3]
- Pierre Joseph de le Vielleuze[19][7]
- François de Serret[13][7]
- François della Faille d'Huysse[9]
- Théordore Dotrenge[19]
- Guillaume Dumont[12]
- Johann Joseph Faber[22]
- Arsène Henri Joseph Fabry de Longré[21]
- Jean-François Gendebien[12]
- Jean-François Hennequin[1][7]
- Joseph van den Male Denijs[13][3]
- Jean-François Maréchal[22]
- François Joseph Meeus[19]
- Gerard Nagelmackers[21][7]
- Jean-Baptiste d'Omalius-Thierry[21][7]
- Johannes Baptist Josephus Ghislenus Plasschaert[19]
- Leonard Pycke[13]
- François Pierre Guillaume Aloys Surmont de Volsberghe[9]
- Joannes Franciscus Laurentius Tack[9][3]
- Pierre Trentesaux[12]
- Philippe Vilain XIIII[9]

### Financiële oppositie (5 zetels)
- Daniël François van Alphen[8][3]
- Hendrik Collot d'Escury[8]
- Gijsbert Karel van Hogendorp[8][3]
- Willem Hendrik van Sytzama[4][7]
- Antoine Warin[8][3][23]

### Onafhankelijken (2 zetels)
- Charles Florent Joseph de Maleingreau d'Hembise[19][3]
- Samuel Johannes Sandberg van Essenburg[5]

### Gematigde liberalen (1 zetel)
- Elias Canneman[8][3]

## Bijzonderheden
- Bij de verkiezingen van 1818 werden 37 Tweede Kamerleden gekozen. Zij werden op 20 oktober 1818 geïnstalleerd.
- François Pierre Guillaume van Schuylenburg (regeringsgezinden), in 1816 verkozen door de Provinciale Staten van Holland, overleed op 13 september 1818, voor aanvang van de zittingsperiode. Bij de verkiezingen van 1819 werd Willem Mogge Muilman verkozen als zijn opvolger, maar die besloot zijn benoeming niet aan te nemen. Diens opvolger Wilhem  Willink besloot eveneens niet te zetelen. Vervolgens verkozen de Provinciale Staten van Holland Antoine Warin (financiële oppositie) als Tweede Kamerlid, hij werd op 15 maart 1820 geïnstalleerd.

## Tussentijdse mutaties

### 1818
- 6 november: Theodoor Jan Roest van Alkemade (regeringsgezinden) overleed. Bij de verkiezingen van 1819 werd Cornelis Theodorus Elout verkozen als zijn opvolger, maar die besloot zijn benoeming niet aan te nemen. Vervolgens werd Alexander van Rhemen van Rhemenshuizen verkozen, die op 15 maart 1820 werd geïnstalleerd.

### 1819
- 25 mei: Albert de Codt (regeringsgezinden) overleed. De Provinciale Staten van West-Vlaanderen verkozen François de Langhe als zijn opvolger, hij werd op 19 oktober dat jaar geïnstalleerd.
- Bij de verkiezingen dat jaar werd het mandaat van 37 Tweede Kamerleden vernieuwd. Volgende Tweede Kamerleden waren geen kandidaat meer of werden niet herkozen: Adolf Carel Bentinck (regeringsgezinden) in Overijssel, Leonard du Bus de Gisignies en Benedictus Josephus Holvoet (beiden regeringsgezinden) in West-Vlaanderen, Jan Clifford, Archibald Hope, Frederik Bernard s'Jacob (allen regeringsgezinden) en Elias Canneman (gematigde liberalen) in Holland, François Joseph Colins van Ham (regeringsgezinden) in Henegouwen, Carel Æmilius Els Collot d'Escury (regeringsgezinden) in Friesland, Johan Antoon Christiaan van Panhuys (regeringsgezinden) in Limburg, Pierre Joseph De Paul de Maibe (regeringsgezinden) in Namen, Lambert de Pitteurs de Budingen (regeringsgezinden) en Louis Philippe Marie Joseph de Goër de Herve (Zuid-Nederlandse oppositionelen) in Luik, François-Jean de Spoelberch (regeringsgezinden) en Charles Florent Joseph de Maleingreau d'Hembise (onafhankelijk) in Zuid-Brabant, Charles de Tornaco (regeringsgezinden) in Luxemburg, Ignatius de Vinck de Wesel (regeringsgezinden) in Antwerpen, Charles de Vaernewyck d'Angest (regeringsgezinden) en Joannes Franciscus Laurentius Tack (Zuid-Nederlandse oppositionelen) in Oost-Vlaanderen. Hun mandaat liep af op 18 oktober 1819.
- Hun opvolgers waren respectievelijk Johan van Lochteren Stakebrant, Ange Angillis (beiden regeringsgezinden), Joseph Mesdach de ter Kiele (Zuid-Nederlandse oppositionelen), Pieter Samuël Dedel (financiële oppositie), Gerardus Andreas Martinus van Bommel, Lodewijk van Toulon, Johannes Cornelis van der Kemp, Ernest du Chastel, Adriaan Gilles Camper, Pierre de Leonaerdts (allen regeringsgezinden), François Pirson (Zuid-Nederlandse oppositionelen), Jean Ernest Philibert Albert de Hemricourt de Ramioulle, Denis de Mélotte d'Envoz, Joseph de Snellinck (allen regeringsgezinden), Henri van den Hove, François Sebastien Tinant (beiden Zuid-Nederlandse oppositionelen), Karel Joseph Geelhand Della Faille, Henricus Antonius Jacobus Liefmans (beiden regeringsgezinden) en Wijnand Goelens (Zuid-Nederlandse oppositionelen). De meesten werden op 19 oktober 1819 geïnstalleerd, Goelens op 10 november, Tinant op 30 november en Pirson op 20 december dat jaar.
- 18 oktober: Gerard Nagelmackers (Zuid-Nederlandse oppositionelen) vertrok uit de Tweede Kamer. De Provinciale Staten van Luik verkozen Jean-François Géradon als zijn opvolger, hij werd een dag later geïnstalleerd.

### 1820
- 5 februari: Adriaan Gilles Camper (regeringsgezinden) overleed. De Provinciale Staten van Friesland verkozen Frans Julius Johan van Scheltinga als zijn opvolger, hij werd op 20 maart dat jaar geïnstalleerd.
- 6 februari: Gérard d'Onyn de Chastre (regeringsgezinden) vertrok uit de Tweede Kamer. De Provinciale Staten van Zuid-Brabant verkozen Yves Joseph Poullet als zijn opvolger, hij werd op 15 maart 1820 geïnstalleerd.
- 6 februari: Johannes Baptist Josephus Ghislenus Plasschaert (Zuid-Nederlandse oppositionelen) nam ontslag om gezondheidsredenen. De Provinciale Staten van Zuid-Brabant verkozen Jean-Baptiste Dumonceau (regeringsgezinden) als zijn opvolger, hij werd op 15 maart 1820 geïnstalleerd.
- Bij de verkiezingen dat jaar werd het mandaat van 36 Tweede Kamerleden vernieuwd. Volgende Tweede Kamerleden waren geen kandidaat meer of werden niet herkozen: François Joseph Du Bus en Stanislas Charles de Troye (beiden regeringsgezinden) in Henegouwen, Emmanuel Carel Van der Meersch en Paul Norbert Tack (beiden regeringsgezinden) in Oost-Vlaanderen, Petrus Mesmaekers en Antoon Philips Joseph de Moor (beiden regeringsgezinden) in Antwerpen, Jean-Baptiste Serruys (regeringsgezinden) in West-Vlaanderen, Jan Diederik van Tuyll van Serooskerken (regeringsgezinden) in Noord-Brabant, Pierre Joseph Collard (Zuid-Nederlandse oppositionelen) in Luxemburg, Jean-François Hennequin (Zuid-Nederlandse oppositionelen) in Limburg en Jean-Baptiste d'Omalius-Thierry (Zuid-Nederlandse oppositionelen) in Luik. Hun mandaat liep af op 16 oktober 1820.
- Hun opvolgers waren respectievelijk François de Sécus, Charles Le Cocq (beiden Zuid-Nederlandse oppositionelen), Philippe de Burbure de Wesembeek, Franciscus Livinus De Rouck, Joseph Werbrouck, Walterus Franciscus Van Genechten, Felix Joseph Frans de Ghelcke, Andreas Josephus Henricus Leheu, Antoine Florent Albert Desprez, Guillaume Dominique Aloys Kerens de Wolfrath en Pierre Thomas Nicolaï (allen regeringsgezinden). Zij werden op 17 oktober dat jaar geïnstalleerd.

### 1821
- 23 mei: Pieter Govert van Iddekinge (regeringsgezinden) overleed. De Provinciale Staten van Groningen verkozen Tammo Sypkens als zijn opvolger, hij werd op 19 juni dat jaar geïnstalleerd.
- 9 juni: Jean-François Géradon (Zuid-Nederlandse oppositionelen) vertrok uit de Tweede Kamer. In deze zittingsperiode werd niet meer in vervanging van zijn vacature voorzien.
- 10 augustus: François Joseph Meeus (Zuid-Nederlandse oppositionelen) overleed. In deze zittingsperiode werd niet meer in vervanging van zijn vacature voorzien.